# 無継人
無継人（むけいじん）は中国に伝わる伝説上の人種である。古代中国では北方に位置する国に棲んでいたとされる。

## 概説
古代中国の地理書『山海経』の海外北経・大荒北経によると、無継国は長股国の東にあり、無継人は人間の姿をしているが脹脛がない、あるいは骨がないという。
『山海経』につけられている郭璞や郝懿行による注には、無継人は性別がなく、また特殊な生命力があって死亡しても心臓は動きつづけ、埋葬後120年（あるいは100年）が経過すると再びよみがえるという。「無継」は「跡継ぎがいない」という意味があるとされているが、死んでも時間がたてば必ず無継人はよみがえるために子孫の必要性が無いのであろうと中国神話学者・袁珂は述べている。
鎌倉時代中期に日本で編まれた『塵袋』では、梓宮の項目に「二千歳ノ後又生キカヘル」と記されており埋葬後2000年後に肉体が朽ちずによみがえるとしているが「誠トモ不覚（おぼえず）」と結んでいる。

## 無継人の登場する作品
『鏡花縁』
無継国が旅の途中に舞台として登場する。無継人は死後うめられても120年たつとよみがえる。そのため子孫を生まないが人口が減ることは決してない、生前にいくら名利をむさぼっていても長い時間がたった後ではどうせ全て忘れられているので、人々は名利に関わることに一切興味がないと設定されている。。